# DeepOcean
DeepOcean est une société basée à Oslo, en Norvège, qui fournit des services sous-marins aux industries offshore mondiales telles que l'inspection, la maintenance et la réparation (IMR), la construction sous-marine, la pose de câbles et le creusage de tranchées sous-marines. Ses 1.100 employés gèrent et exploitent une flotte de navires , de ROV  et de Subsea  trencher(trancheuse sous-marine). DeepOcean opère principalement dans les secteurs du pétrole et du gaz et des énergies renouvelables offshore à l'échelle mondiale, avec des bureaux situés dans le monde entier.

## Historique
DeepOcean Group Holding (DeepOcean) a été créé en mai 2011.
La société propose les trois principales gammes de services suivantes : 
- Inspection, Maintenance et Réparation (IMR), et construction sous-marine,
- Intervention sur les fonds marins (y compris le creusement de tranchées)
- Installation de câbles, au service de l'industrie mondiale de l'énergie offshore depuis sa création à la mise hors service.

DO 1 UK Ltd., anciennement connue sous le nom de CTC Marine Projects Ltd., a été créée en 1993. Son activité principale initiale était la fourniture de solutions d'intervention de pose de câbles à fibres optiques et de fond marin pour le marché mondial des télécommunications. Plus tard, la société a diversifié et ajouté des services de pose de câbles et de tranchées pour les industries du pétrole et du gaz, des énergies renouvelables offshore et des interconnexions.
DeepOcean AS a été créé en 1999. Il est fondé sur la fourniture d'équipements de haute qualité et de services sous-marins combinés à une équipe de personnel hautement expérimenté ayant une connaissance des opérations en eau profonde. DeepOcean possède désormais les antécédents et l'expérience nécessaires pour entreprendre des missions en eau profonde partout dans le monde.
Fin 2016, les fonds conseillés par Triton sont devenus le principal actionnaire de DeepOcean. Les fonds investissent et soutiennent le développement positif des entreprises de taille moyenne dont le siège est en Europe du Nord, en Italie et en Espagne.

## Bureaux dans le monde
- Mexique
- Norvège
- États-Unis
- Ghana
- Royaume-Uni
- France

## Flotte
DeepOcean exploite une flotte moderne de navires de classe DPII ROV/Survey, IMR et construction assurant des opérations sous-marines.
| - Arbol Grande - Deep Vision - Dina Star - Edda Fauna - Edda Flora - Edda Freya | - Havila Phoenix - Maersk Connector - Maersk Forza - Normand Ocean - Polar Onyx - Volantis |

## Galerie

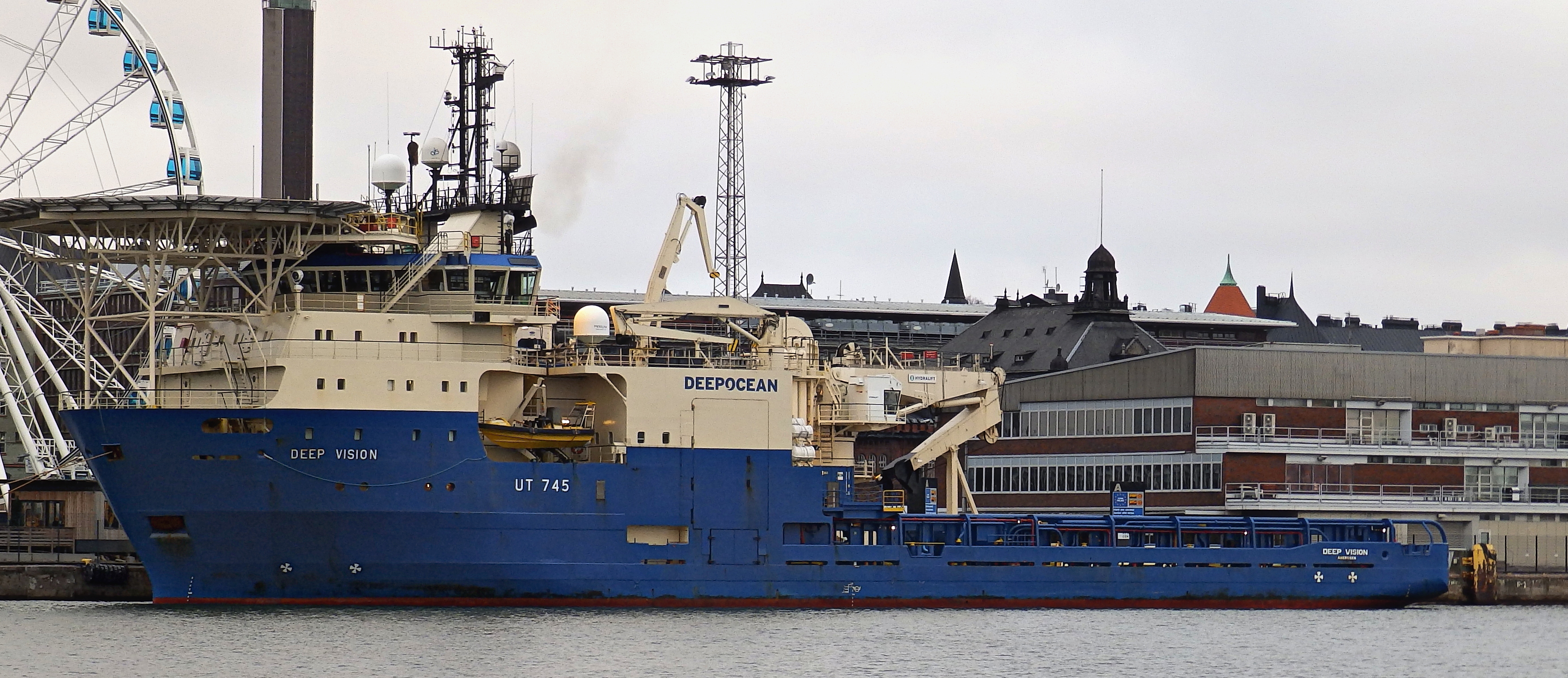
Deep Vision
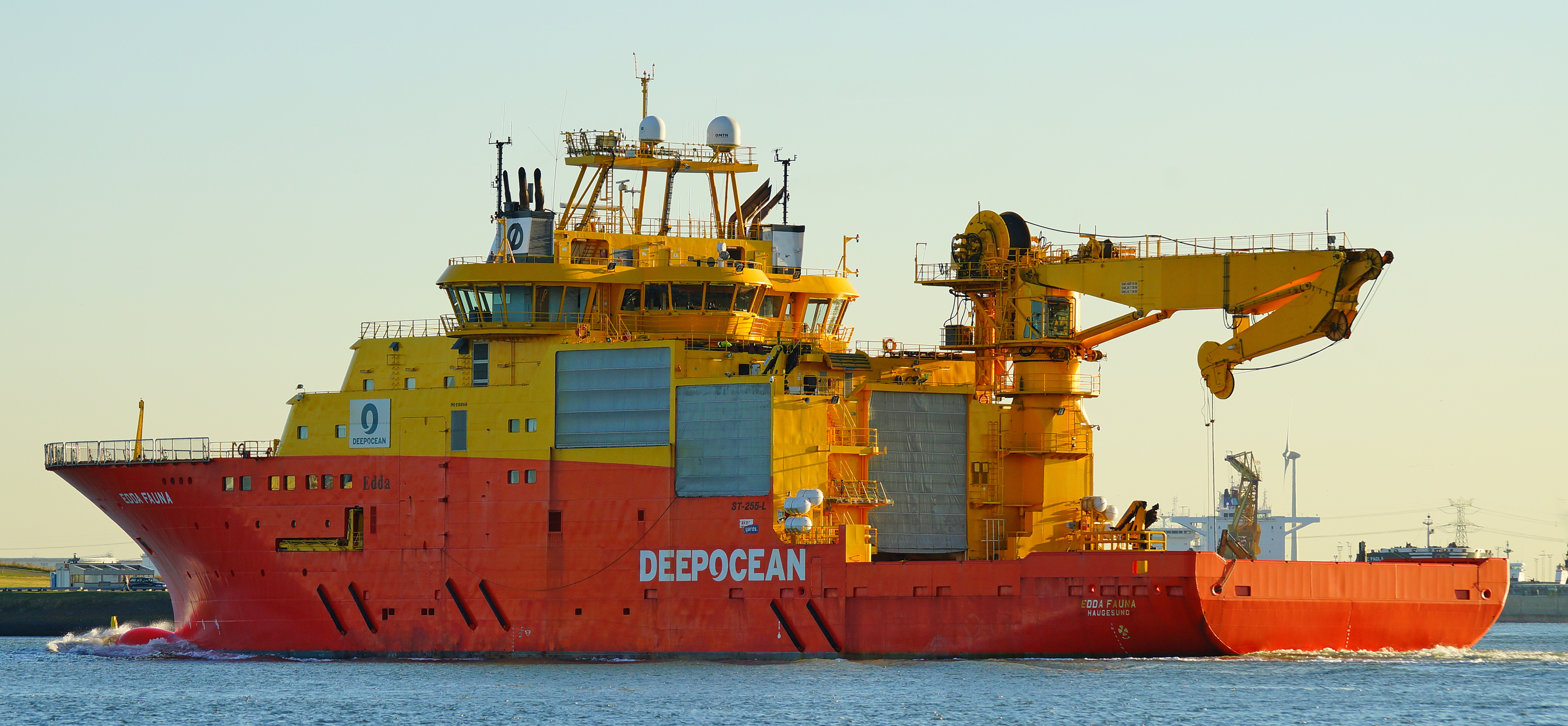
Edda Fauna
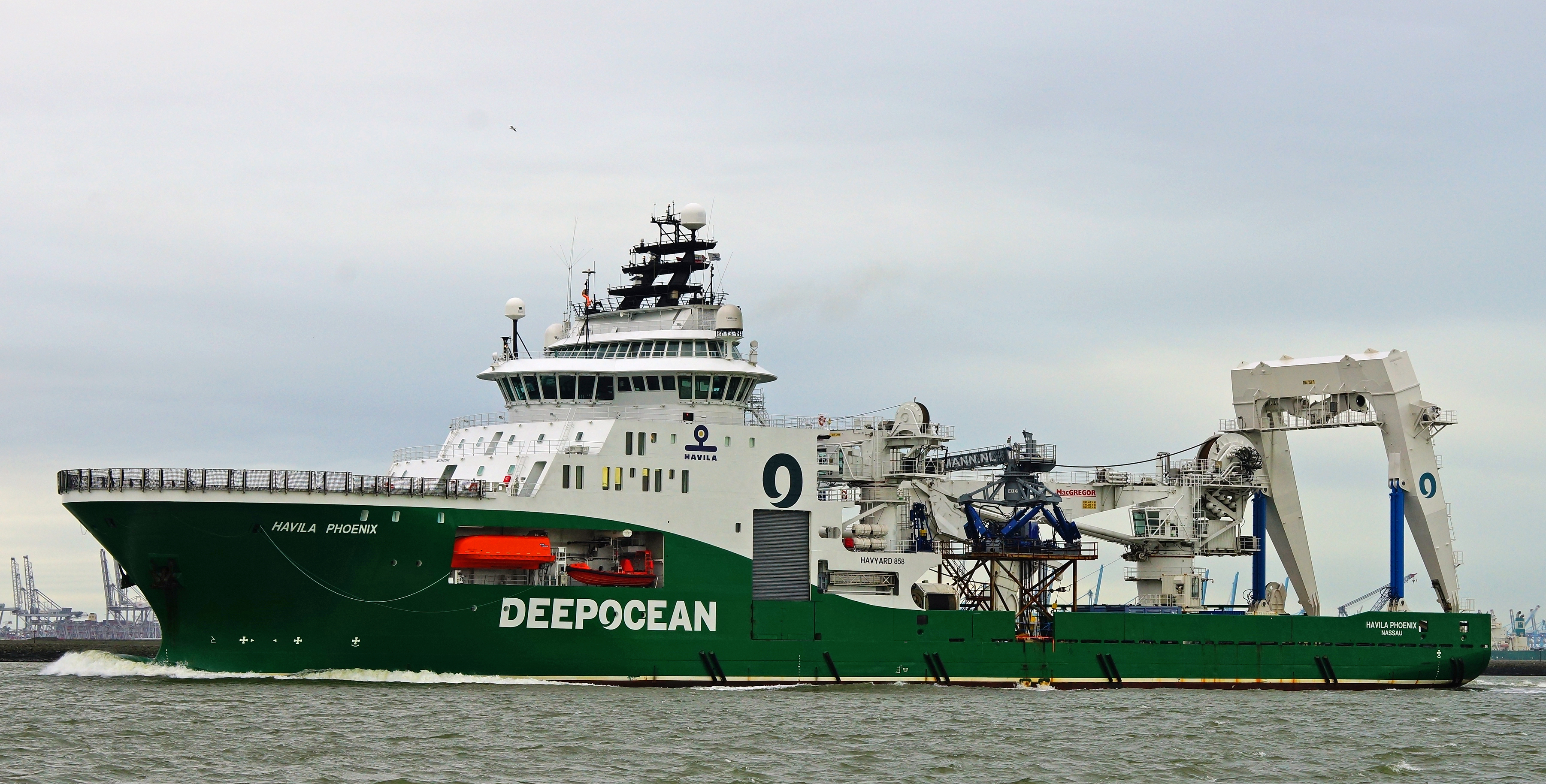
Havila Phoenix
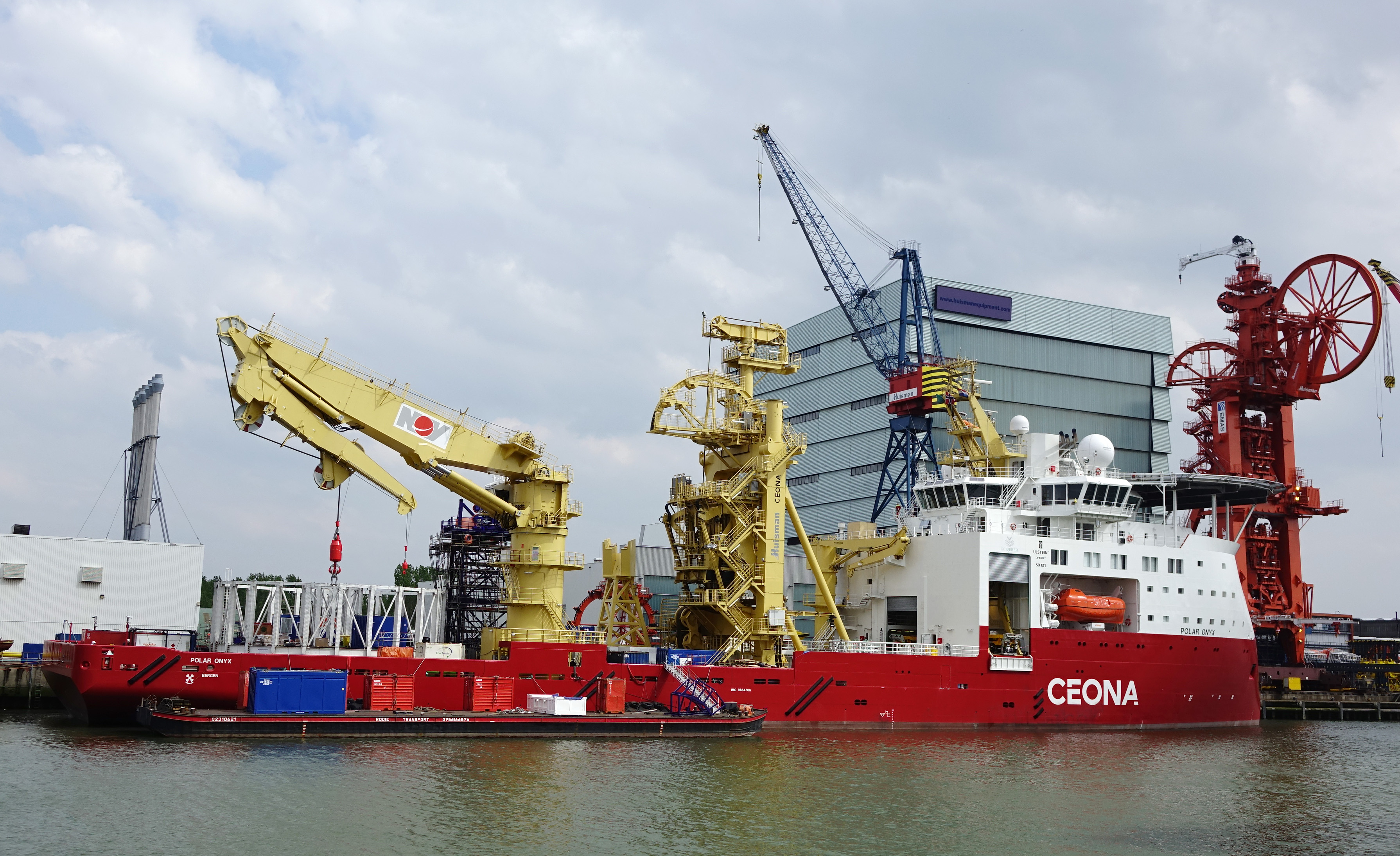
Polar Onyx